# Stepan Michailowitsch Baklanow
Stepan Michailowitsch Baklanow (russisch Степан Михайлович Бакланов; * 12. Dezember 1920 in Kaplino, Belgoroder Oblast; † 3. Mai 1994) war ein sowjetischer Ingenieur, Häftling im KZ Buchenwald, Leiter der militärischen Sektion der sowjetischen Kriegsgefangenen und Mitglied des Generalrates des Internationalen Komitees Buchenwald-Dora und Kommandos.

## Leben
Baklanow absolvierte nach der Schule eine Ausbildung zum Ingenieur. Nach Beginn des Zweiten Weltkrieges kämpfte er in der Roten Armee im Rang eines Leutnants gegen die Wehrmacht des Deutschen Reiches. Er trat in die Kommunistische Partei der Sowjetunion (KPdSU) ein. Nach seiner Gefangennahme 1942 wurde er in das KZ Buchenwald überstellt (Häftlingsnummer: 7029). Hier beteiligte er sich am Häftlingswiderstand und leitete die illegale sowjetische Militärabteilung.
Als die NS-Herrschaft beseitigt war, kehrte er in seine Heimat zurück, wurde 1948 wegen Hochverrats verurteilt und nach Verbüßung einer Haftstrafe rehabilitiert. Später arbeitete er als Ingenieur in Bratsk. Als Mitglied im Internationalen Komitee Buchenwald-Dora und Kommandos beteiligte er sich an der Erinnerungsarbeit der antifaschistischen Widerstandskämpfer. Als Mitglied der sowjetischen Delegation nahm er an der Einweihung des Buchenwald-Denkmals teil.
Er starb 1994 und wurde in Brest beerdigt.